# Emmanuelle Rivière
Pour les articles homonymes, voir Rivière (homonymie).
Pour l’article ayant un titre homophone, voir Emmanuel Rivière.
Emmanuelle Rivière, est une actrice, chanteuse et auteur de théâtre française, pratiquant aussi le doublage.

## Théâtre
- Je t'aime, tu es parfait... change de Christophe Correia
- Rock N'Love de Caroline Duffau
- Patty Diphusa de Pedro Almodóvar, mise en scène de Séverine Lathuillière
- La Belle et les Bêtes écrit et mis en scène par Alfredo Arias
- Andromaque de Jean Racine, mise en scène de Lucien Marchal
- After Sun écrit et mis en scène par Rodrigo García
- Peines de cœur d'une chatte française d'Alfredo Arias, mise en scène de Marilú Marini
- Noces de sang de Federico García Lorca, mise en scène de Antonio Díaz-Florián
- Plaisirs d'horreur, pièces extraites du répertoire du théâtre du Grand-Guignol, mise en scène de Patrick Simon
- Phi-Phi d'Albert Willemetz, Fabien Sollar et Henri Christiné, mise en scène de Hervé van der Meulen
- Le Sixième Continent d'Edgar Rice Burroughs, mise en scène de Christophe Bouquerel
- Les Backantes et L'Assemblée des femmes d'après Euripide et Aristophane, mise en scène de Christophe Bouquerel
- Chuuuuut ! d'Emmanuelle Rivière, mise en scène de Caroline Duffau et Frédéric Baptiste

## Filmographie

### Cinéma
- 1998 : Vive la mariée... et la libération du Kurdistan
- 2000 : La Bague
- 2001 : Pépita là-haut dans la montagne
- 2009 : Une affaire d'État : la fille du sculpteur
- 2012 : La Fleur de l'âge : Martine Carraz
- 2013 : Cheba Louisa : la serveuse
- 2016 : Radin ! : la patronne de la crêperie

### Télévision
- 2010 : Clem (saison 4, épisode 4) : la prostituée
- 2013 : Silences d'État
- 2021 : Plus belle la vie (saison 18)

## Doublage

### Cinéma

#### Films
- Alice Braga dans :
  - Blindness (2008) : la fille aux lunettes noires
  - Repo Men (2010) : Beth
  - The Suicide Squad (2021) : Sol Soria

- Bridget Everett dans :
  - Fun Mom Dinner (2017) : Melanie
  - Little Evil (2017) : Al
  - Le Beau Rôle (2020) : Bridget Everett

- Natalia Tena dans :
  - Pour un garçon (2002) : Ellie
  - Amar (2017) : Merche

- Kerry Washington dans :
  - Ray (2004) : Della Bea Robinson
  - Mille mots (2012) : Caroline McCall

- Dania Ramírez dans :
  - Soldat 2 rue (en) (2007) : Ana
  - En quarantaine (2008) : Sadie

- Ashley Judd dans :
  - Divergente (2014) : Natalie Prior
  - Divergente 2 : L'Insurrection (2015) : Natalie Prior

- Angie Cepeda dans :
  - Wild Horses (2015) : Maria Gonzales
  - Kill Chain (2019) : Gabrielle

- Verónica Falcón dans :
  - American Nightmare 5 : Sans Limites (2021) : Lydia
  - Plus tard, j'atteindrai les étoiles (2023) : Julia

- 2001 : Autour de Lucy : Melissa (Flora Martínez)
- 2002 : Parle avec elle : Mathilde (Lola Dueñas)
- 2003 : Attraction fatale : Carmen Collazo (Natalia Verbeke)
- 2004 : Un crime dans la tête : Rosie (Kimberly Elise)
- 2005 : Hustle and Flow : Yevette (Elise Neal)
- 2008 : Le Témoin amoureux : Stephanie (Whitney Cummings)
- 2008 : Mascarades : Habiba (Rym Takoucht)
- 2008 : The Spirit : Lorelei Rox (Jaime King)
- 2008 : Le Retour de Roscoe Jenkins : Lucinda Allen (Nicole Ari Parker)
- 2009 : Precious : Mme Rain (Paula Patton)
- 2009 : Vendredi 13 : Amanda (America Olivo)
- 2010 : Neds : Theresa (Louise Goodall)
- 2011 : Shame : Marianne (Nicole Beharie)
- 2011 : [S]ex List : Sheila (Eliza Coupe)
- 2011 : Dance Battle: Honey 2 : Lyric (Brittany Perry-Russell)
- 2011 : Les Schtroumpfs : Odile (Sofía Vergara)
- 2011 : Dance Battle: Honey 2 : Lyric (Brittany Perry-Russell)
- 2011 : Le Casse de Central Park : Rita (Judianny Compres)
- 2012 : Rock Forever : Justice (Mary J. Blige)
- 2012 : The Amazing Spider-Man : Sheila (Tia Texada)
- 2013 : Mariage à l'anglaise : Helen (Daisy Haggard)
- 2013 : Le Vieux qui ne voulait pas fêter son anniversaire : Caracas (Bianca Cruzeiro (sv))
- 2014 : The Amazing Spider-Man : Le Destin d'un héros : Kari, l'intelligence artificielle d'OsCorp (Sarah Gadon)
- 2014 : Interstellar : Mme Hanley (Collette Wolfe)
- 2014 : Top Five : Rhonda (Karlie Redd)
- 2014 : Equalizer : la mère de Ralphie (Luz Mery Sanchez)
- 2015 : Dark Places : Krissi Cates adulte (Drea de Matteo)
- 2015 : Le Transporteur : Héritage : Maria Katju (Tatiana Pajkovic)
- 2016 : American Nightmare 3 : Élections : Dawn (Liza Colón-Zayas)
- 2016 : Suicide Squad : Grace (Corina Calderón)
- 2016 : Pee-wee's Big Holiday : Brook (Dionne Gipson)
- 2016 : Peter et Elliott le dragon : Dr Marquez (Keagan Carr Fransch)
- 2017 : To the Bone : Lobo (Retta)
- 2017 : Une prière avant l'aube : Fame (Pornchanok Mabklang)
- 2018 : Been So Long : Martina (Rakie Ayola)
- 2018 : A Star Is Born : Paulette Stone (Drena De Niro)
- 2018 : Le Flic de Belleville : Cruz (Sharon Parra)
- 2018 : La Maladie du dimanche : Chiara (Bárbara Lennie)
- 2019 : Last Christmas : Dr Addis (Rebecca Root)
- 2020 : Sentimental : Ana (Griselda Siciliani)
- 2020 : All Together Now : Donna (Judy Reyes)
- 2021 : West Side Story : ? (?)
- 2021 : Anónima (es) : Rafaela (Luz Aldán (es))
- 2021 : Land : Alawa Crow (Sarah Dawn Pledge)
- 2021 : Night Teeth : Abuela (Marlene Forte)
- 2021 : Papa, c'est toi ? (pt) : Jade (Flávia Garrafa (pt))
- 2021 : Nous étions des chansons : Raquel (Eva Ugarte (es))
- 2021 : D'où l'on vient : Daniela (Daphne Rubin-Vega)
- 2022 : Le Secret de la cité perdue : ? (?)
- 2022 : That's Amor : Viviana (Arlene Tur)
- 2022 : La Machine infernale (en) : l'US Marshal Perez (Iris Cayatte)
- 2023 : Barbie : Gloria (America Ferrera)
- 2023 : My Dear F***ing Prince : Amy Gupta (Aneesh Sheth)
- 2025 : Freaky Friday 2 : Encore dans la peau de ma mère : ? (?)

#### Films d'animation
- 2011 : Mission : Noël : Elinora De Silva
- 2011 : Rio : Eva
- 2012 : L'Âge de glace 4 : La Dérive des continents : Raz
- 2013 : Turbo : Paz[1]
- 2014 : La Légende de Manolo : La Muerte[2]
- 2014 : Rio 2 : Eva
- 2014 : Planes 2 : Dynamite
- 2017 : Le Monde secret des Emojis : Flamenca[3]
- 2017 : Coco : Frida Kahlo[4]
- 2019 : Les Incognitos : Geraldine
- 2023 : Spider-Man : Across the Spider-Verse : ?

### Télévision

#### Téléfilms
- Amanda Martínez dans : 
  - Une famille déchirée par les secrets (2019) : Maricella Beck Ford
  - Sous les coups de mon mari : l'affaire Lorena Bobbitt (2020) : Mlle Castro

- 2014 : Aaliyah : Destin brisé : Gladys Knight (Elise Neal)
- 2016 : Une belle fête de Noël : Patty (Ion Overman)
- 2022 : La jeune fille qui criait au loup : Mme Jeffries (Rebecca Ritz)

#### Séries télévisées
- Marlyne Barrett dans :
  - Chicago Med (depuis 2015) : l'infirmière Maggie Lockwood
  - Chicago Police Department (2016) : l'infirmière Maggie Lockwood (5 épisodes)
  - Chicago Fire (2016-2019) : l'infirmière Maggie Lockwood (10 épisodes)

- Bridget Everett dans :
  - Lady Dynamite (2016-2017) : Dagmar (12 épisodes)
  - Camping (en) (2018) : Harry (5 épisodes)
  - Unbelievable (2019) : Colleen Doggett (mini-série)

- Angel Coulby dans :
  - Tunnel  (2013-2018) : Laura Roebuck (21 épisodes)
  - Undercover (en) (2016) : Julia Redhead (mini-série)

- Pooky Quesnel (en) dans :
  - The A Word (2016-2020) : Louise Wilson (18 épisodes)
  - Ralph & Katie (en) (2022) : Louise Wilson (6 épisodes)

- Mishel Prada dans :
  - Vida (2018-2020) : Emma Hernandez (22 épisodes)
  - Riverdale (2019-2022) : Hermosa Lodge (11 épisodes)

- Tamara Podemski (en) dans :
  - Coroner (2019-2021) : Alison Trent (16 épisodes)
  - Outer Range (2022-2024) : la shérif-adjointe Joy Hawk (15 épisodes)

- Skye P. Marshall dans :
  - Les Nouvelles Aventures de Sabrina (2020) : Mambo Marie (11 épisodes)
  - Good Sam (2022) : Dr Lex Trulie (13 épisodes)

- Irene Azuela dans :
  - Belascoarán, détective privé (2022) : Elisa (mini-série)
  - Chocolat amer (2024) : Mama Elena

- 2005-2008 : Miami Ink : voice-over
- 2006 : Hollywood Stories : Pink
- 2007-2008 : Heroes : Maya Herrera (Dania Ramírez)
- 2008 : Cashmere Mafia : ? (?)
- 2009 : Robin des Bois : Ghislaine de Gisborne (Sophie Winkleman)
- 2011 : The Big C : Julie (Seana Kofoed (en))
- 2011 : True Blood : Antonia Gavilan (Paola Turbay)
- 2011 : Les Experts : Manhattan : l'inspecteur Angela Sayer (Jenny Mollen)
- 2012 : 2 Broke Girls : Shonda (Bridget Everett)
- 2014 : Fargo : Gina Hess (Kate Walsh) (saison 1)
- 2014 : The Code : Alex Wisham (Lucy Lawless)
- 2014-2015 : Grimm : l'agent Chavez (Elizabeth Rodriguez)
- 2015 : UnREAL : Shia (Aline Elasmar)
- 2015 : Main basse sur Pepys Road : Arabella Yount (Rachael Stirling)
- 2015-2016 : Mar de plástico : Marta Ezquerro (Belén López (es))
- 2016 : Fear the Walking Dead : Sofia (Diana Lein)
- 2017-2018 : Very Bad Nanny : Alba Maldonado (Carla Jimenez (en))
- 2017-2023 : La Fabuleuse Madame Maisel : Zelda (Matilda Szydagis) (32 épisodes)
- 2018 : Luke Cage : l'inspecteur Nandi Tyler (Antonique Smith)
- 2019 : Hierro : Begoña « Samir » Corcuera (Antonia San Juan)
- 2020 : Filthy Rich : Yopi Candalaria (Alanna Ubach)
- 2020 : Hunters : Maria De la Ruiz (Julissa Bermúdez (en)) (7 épisodes)
- 2020 : Next (en) : Natalie Haynes (Kayla Carter)
- 2021 : La Templanza : Lola (Ana Rujas) (épisode 7)
- 2021-2022 : Only Murders in the Building : Ursula (Vanessa Aspillaga) (9 épisodes)
- 2021-2023 : Docteure Doogie (en) : Noelani Nakayama (Mapuana Makia) (20 épisodes)
- 2021-2023 : Aime-moi (en) : Vicky (Cecilia Low) (5 épisodes)
- 2022 : The Watcher : Charice (Darlesia Cearcy) (mini-série)
- 2022 : Flatbush Misdemeanors (en) : Sydney (Alyssa Limperis) (6 épisodes)
- 2022 : Ozark : Camila Elizonndro (Verónica Falcón) (saison 4)
- 2022 : Destin : La Saga Winx : Bavani Selvarajah (Shameem Ahmad) (saison 2)
- 2022 : Vers les étoiles : Stella (Julieta Zylberberg)
- 2022-2023 : 9-1-1: Lone Star : Sara Ortiz (Michelle Bonilla) (7 épisodes)
- 2022-2023 : Shining Vale : Kam (Merrin Dungey) (16 épisodes)
- 2022-2025 : Sandman : Rosemary (Sarah Niles) (saison 1, épisode 4) et Ishtar (Amber Rose Revah) (saison 2, épisode 4)
- 2023 : El silencio : ? (?) (mini-série)
- 2023 : The Rookie : Le Flic de Los Angeles : Carla Juarez (Marlene Forte) (saison 5)
- 2023 : The Idol : ? (?)
- 2023 : Gen V : ? (?)
- 2024 : Ni una más : Verónica « Vero » (Ruth Díaz) (mini-série)
- depuis 2024 : Elsbeth : l'officier Kaya Blanke (Carra Patterson (en))
- 2025 : Mid-Century Modern : Mindy Schneiderman (Pamela Adlon)

#### Séries d'animation
- 2002 : Rudy à la craie : la princesse Rapsheeva
- 2018 : Léo et les extraterrestres : Valentina
- 2019 : Raiponce, la série : Clémentine
- depuis 2019 : Undone : Tonantzin
- 2021 : M.O.D.O.K. : Monica Rappaccini[5]
- 2021 : Chicago Party Aunt : Rosalita
- depuis 2021 : Toukin, le chien-requin : le capitaine Quigley
- depuis 2021 : Super Sema : Diana Glorious
- 2022 : Cool Attitude, encore plus cool : Sunset Boulevardez[6]
- 2022 : Le Monde de Karma : Lady K
- 2024 : Tales of the Teenage Mutant Ninja Turtles : Légendes des Tortues Ninja : Bishop (voix)

### Jeux vidéo
- 2016 : Overwatch : Sombra
- 2017 : Destiny 2 : Sloane
- 2017 : Need for Speed Payback : La Catrina et Faith
- 2022 : Overwatch 2 : Sombra
- 2023 : Final Fantasy XVI : ?
- 2024 : Star Wars Outlaws : ?